# Гоне (Німеччина)
Гоне (нім. Hohne) — громада в Німеччині, розташована в землі Нижня Саксонія. Входить до складу району Целле. Складова частина об'єднання громад Лахендорф.
Площа — 36,47 км2. Населення становить 1695 ос. (станом на 31 грудня 2021).

## Галерея

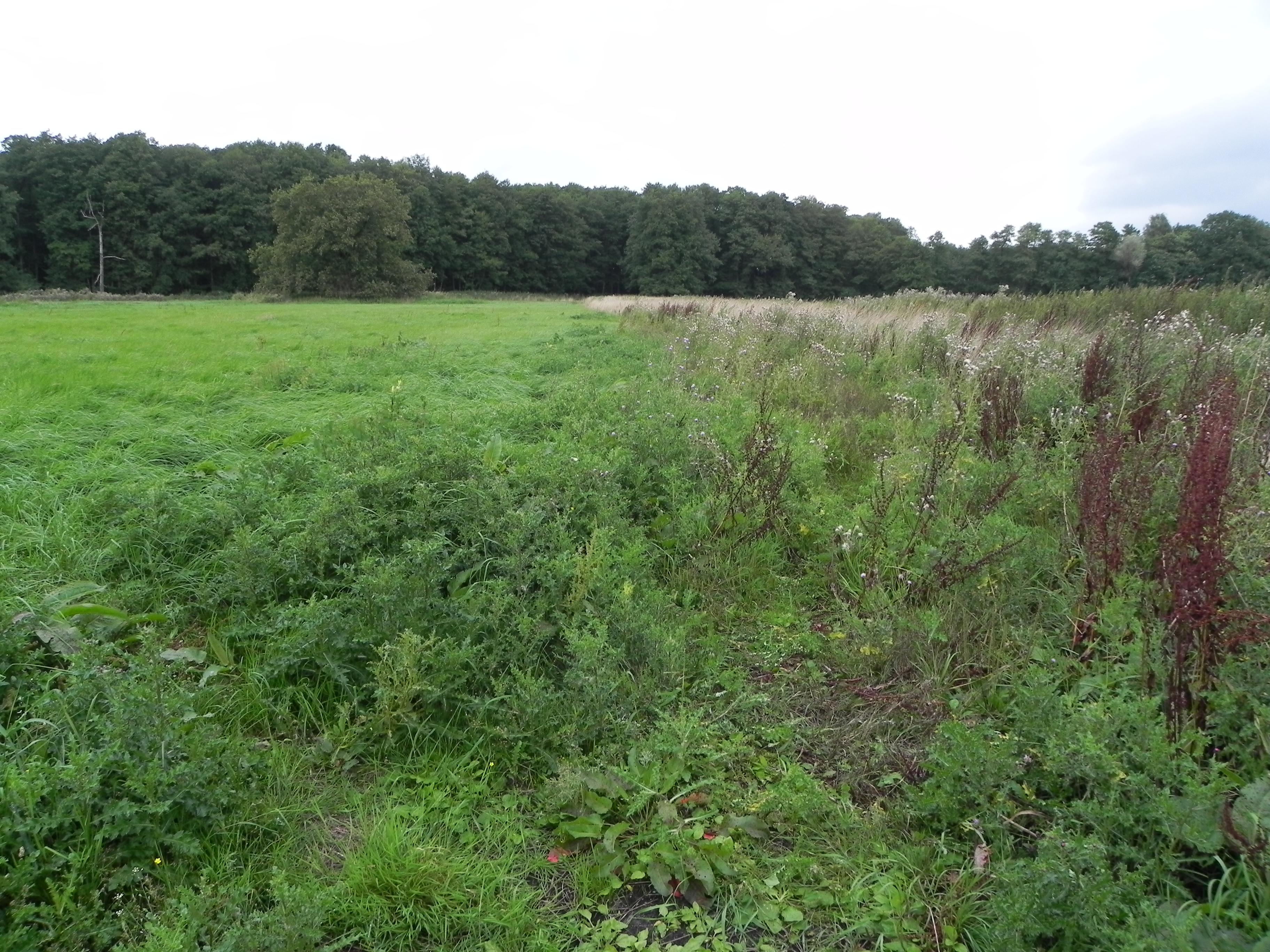
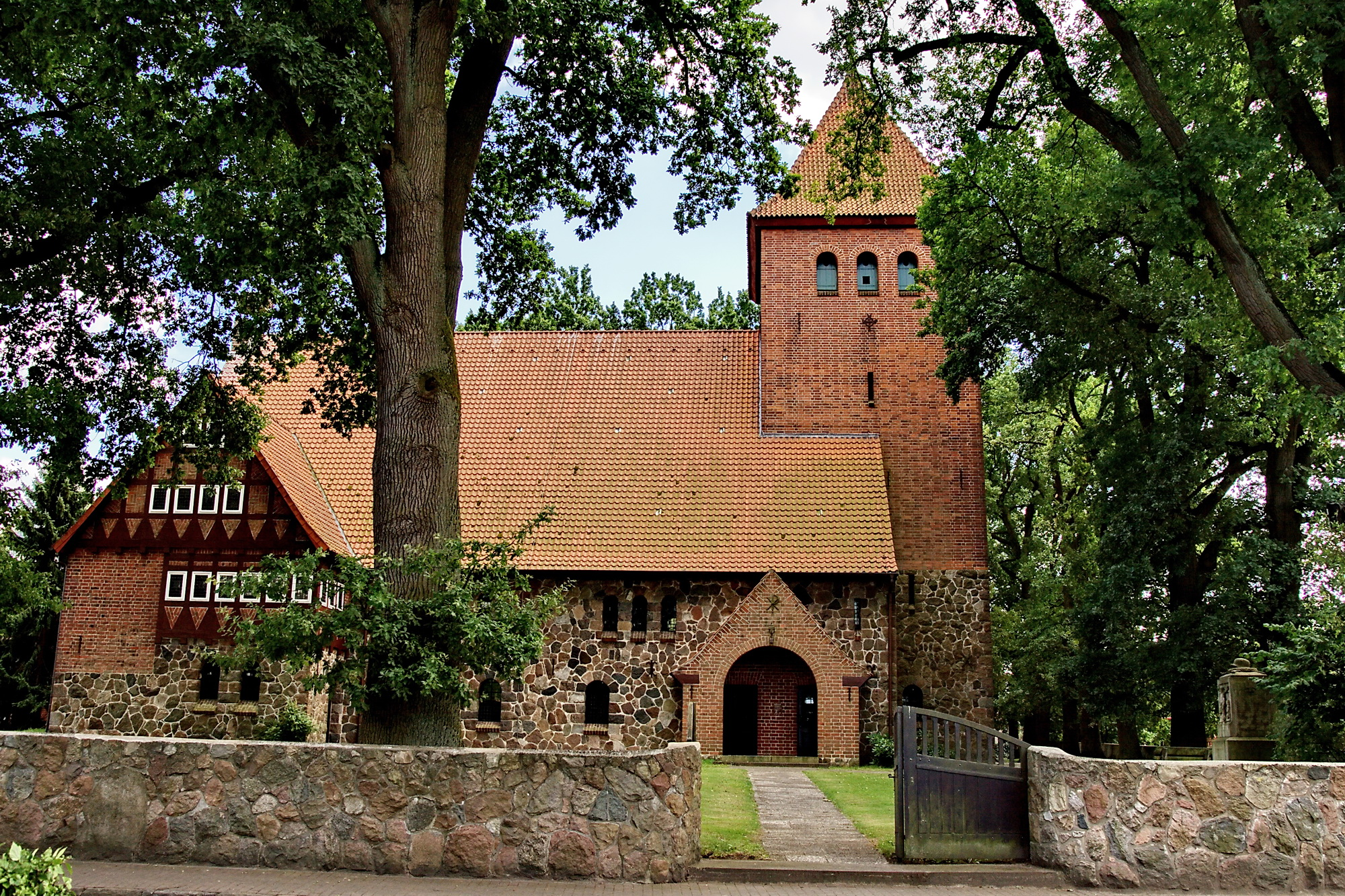